# سوري سوخا
سوري سوخا (بالتايلندية: สุรีย์ สุขะ) ، لاعب كرة قدم تايلندي.
و هو يلعب مع نادي مانشستر سيتي الإنجليزي.
و هو يلعب مع منتخب تايلند لكرة القدم.

## روابط خارجية
- سوري سوخا على موقع الاتحاد الدولي (مؤرشف)  (الإنجليزية)
- سوري سوخا على موقع قاعدة بيانات كرة القدم.إي يو (الإنجليزية)
- سوري سوخا على موقع ناشيونال فوتبول تيمز (الإنجليزية)
- سوري سوخا على موقع Soccerway.com (الإنجليزية)
- سوري سوخا على موقع عالم كرة القدم.نت (الإنجليزية)
- سوري سوخا على موقع كووورة